# Филоксен (сатрап)
Вижте пояснителната страница за други личности с името Филоксен.
Филоксен (на старогръцки: Φιλόξενος, Philoxenos) е името на двама македонци от свитата на Александър Велики и сатрап. Другият с това име е
хипарх в Мала Азия.
През 323 г. пр. Хр. Филоксен, сатрап на Кария, завежда войска на Александър във Вавилон. Преди това той поема Кария след смъртта на княгиня Ада († преди 323 г. пр. Хр.).
След смъртта на Александър при Вавилонската подялба от 323 г. пр. Хр. той не получава Кария, поставен е Асандрос. През 322 г. пр. Хр. регент Пердика го прави сатрап на Киликия.
На Конференцията в Трипарадис през 321 г. пр. Хр. той получава отново сатрапия Киликия.